# Sophronica rufula
Sophronica rufula är en skalbaggsart som beskrevs av Stefan von Breuning 1940. Sophronica rufula ingår i släktet Sophronica och familjen långhorningar.
Artens utbredningsområde är:
- Kenya.
- Moçambique.

Inga underarter finns listade i Catalogue of Life.